# Ida Maria
Ida Maria Børli Sivertsen (née le 13 juillet 1984) est une auteur-compositeur-interprète du groupe Ida Maria. Elle a grandi à Nesna, une petite ville norvégienne, et vit actuellement à Stockholm en Suède.
Son premier album est disponible depuis septembre 2008. Elle s'est notamment produite aux festivals de Glastonbury et Reading-Leeds durant l'été 2008.
Ida Maria serait atteinte du phénomène neurologique de synesthésie ; dans son cas, elle verrait des couleurs lorsqu'elle écoute de la musique,.

## Discographie
Albums studio
- 2008 : Fortress Round My Heart
- 2010 - Katla
- 2013 - Love Conquers All

Singles
- Oh My God
- Drive Away My Heart
- Stella
- Queen of the World
- I Like You So Much Better When You're Naked

## Membres
Pour son premier album Fortress Round My Heart, les musiciens d'Ida Maria sont :
- Ida Maria : chant, guitare rythmique
- Stefan Törnby : guitare
- Johannes Lindberg : guitare basse
- Olle Lundin : percussions